# السعيرة
السعيرة مدينة تقع في المنطقة الشرقية في السعودية تتبع إداريا محافظة حفر الباطن، وتبعد عنها 160 كم. تأسست السعيرة سنة 1393هـ، وهناك عدة عوامل أساسية ساهمت في سرعة النمو والتطور الذي تشهده السعيرة ومن أهمها الموقع الاستراتيجي المتميز، إذ تقع المدينة على طريق دولي يربط مناطق المملكة الشمالية والوسطى والشرقية مروراً بدول مجلس التعاون الخليجي وانتهاء بدول الشام. وأيضاً موقعها الرعوي المتميز إذ تقع السعيرة في الوسط بين منطقة الدبدبة والصمان الرعويتين، ويكثر فيها البادية الرحل وموارد المياه، والبلدة بها كثافة سكانية تزيد على 18 ألف نسمة، وأيضاً يتوفر بالمدينة عدد من الخدمات والمرافق العامة وبها أنشطة ومحلات تجارية.

## سكانها
يقطن السعيرة بعض عشائر علوى من قبيلة مطير الكريمة
وخصوصا اسرة الفغم الكريمة 

## سبب التسمية
كانت قبل 50 عاماً مورداً للمياه وتقطنها البادية الرحل، وحصل حريق لمساحات كبيرة من الأعشاب البرية، ولم تكن هناك وسائل متقدمة وحديثة لإطفاء الحريق كما هو متوفر حالياً، وأخمد هذا الحريق الهائل بواسطة الخيل على شكل مجموعات، وعلى أنقاض هذا الحريق الذي لا يزال محفوراً في ذاكرة الأهالي نشأت السعيرة، إذ كان السكن فيها سابقاً عبارة عن بيوت الشعر التي تقطن بالقرب من الآبار، ثم بنى بعض الأهالي منازلهم من الطين. وبفضل اهتمام الدولة بالمواطن فقد شجعت المواطنين على الاستيطان واللحاق بركب الحضارة والرقي، وقدمت لهم القروض العقارية، وهيأت لهم المرافق والخدمات بأنواعها الصحية والتعليمية والبلدية، وبفضل اهتمام الدولة ورعايتها تطورت السعيرة من مورد للمياه إلى مدينة عامرة تشهد نمواً سريعاً وتطوراً مزدهراً في شتى المجالات ومختلف الميادين.

## الحركة التجارية
السعيرة تشهد حركة تجارية نشطة إذ يوجد سوق يطلق عليه «سوق السبت» يقام في هذا اليوم من كل أسبوع، وبه تباع جميع المستلزمات الأسرية والاحتياجات المنزلية وبأسعار مناسبة جداً وبمتناول الجميع، إذ تم توفير التسهيلات اللازمة لجميع الموزعين لتشجيعهم على تقديم الخدمات التسويقية لسكان السعيرة وضواحيها، وبالفعل حقق هذا السوق نجاحاً تجارياً هائلاً وتوسع انتشاره. كما يوجد بالمدينة سوق للماشية بأنواعها من إبل وأغنام، ويقام هذا السوق على نطاق واسع وخاصة أيام العطل الأسبوعية (الخميس والجمعة)، ويشهد حضوراً جيداً ويفد إليه مربو الماشية من مختلف مناطق المملكة ودول مجلس التعاون الخليجي.